# Ipomoea bignonioides
Ipomoea bignonioides är en vindeväxtart som beskrevs av John Sims. Ipomoea bignonioides ingår i släktet praktvindor, och familjen vindeväxter. Inga underarter finns listade i Catalogue of Life.

## Bildgalleri

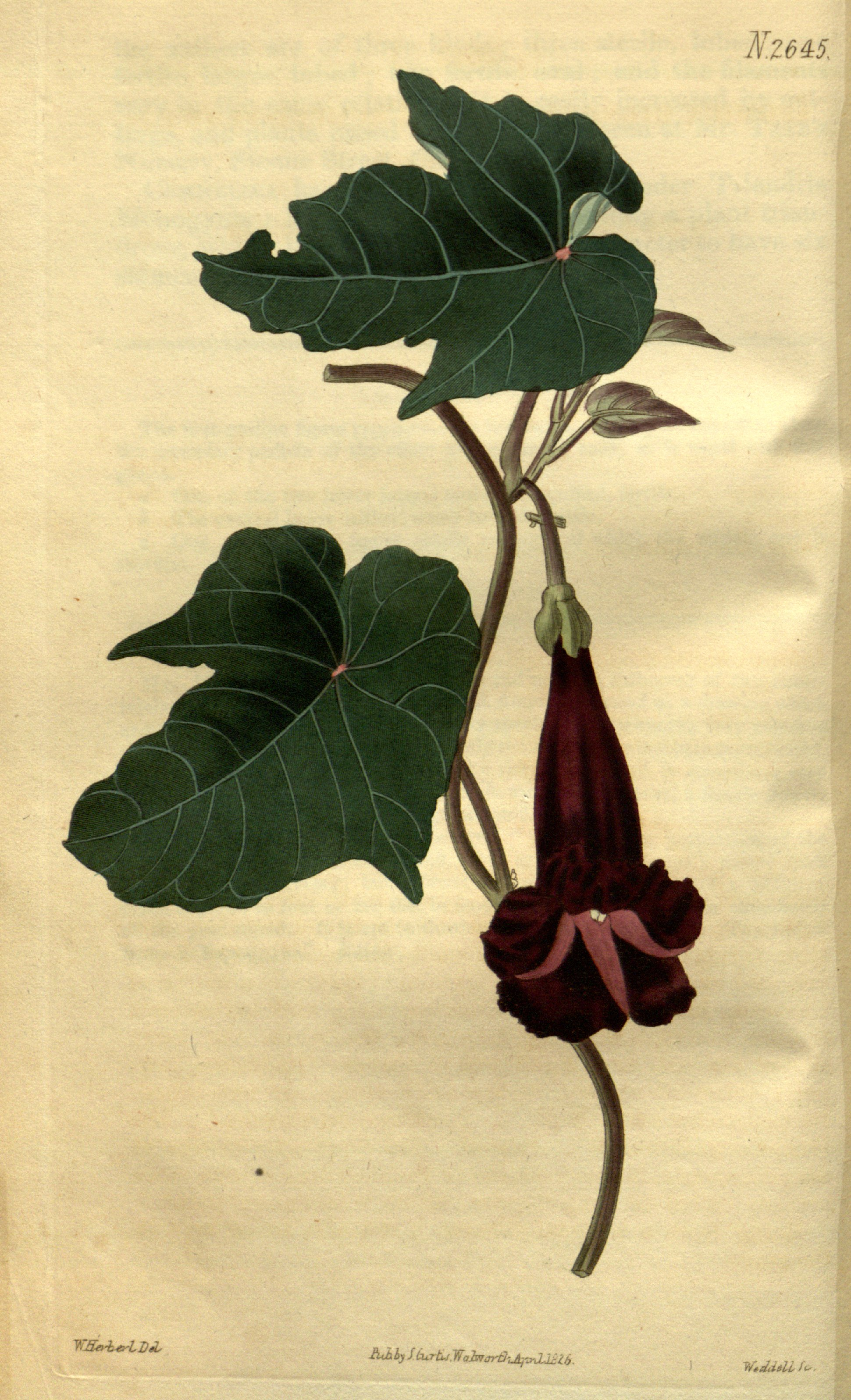